# 3,3'-Diaminobenzidine
La 3,3′-diaminobenzidine (DAB) est un composé organique de formule (C6H3(NH2)2)2. Ce dérivé de la benzidine est un précurseur du polybenzimidazole, qui permet la formation de fibres réputées pour leur stabilité chimique et thermique. Comme son tétrachlorhydrate soluble dans l'eau, le DAB est utilisé pour la coloration immunohistochimique des acides nucléiques et des protéines.

## Structure
Le DAB est symétrique par rapport à la liaison carbone centrale entre ses deux structures cycliques. Dans le cristal, les anneaux de chaque molécule sont coplanaires et les unités amine relient les molécules pour former un réseau de liaisons hydrogène tridimensionnel intermoléculaire.

## Préparation
La diaminobenzidine est disponible dans le commerce, et est préparée en traitant la 3,3′-dichlorobenzidine avec de l'ammoniac tout en utilisant un catalyseur de cuivre à hautes température et pression, suivi d'un traitement acide.
Une autre voie de synthèse implique la diacylation de la benzidine avec de l'anhydride acétique dans des conditions basiques :
(NH2)C6H4C6H4(NH2) + 2 (CH3CO)2O ⟶ (NHCOCH3)C6H4C6H4(NHCOCH3) + 2 CH3CO2H.
Le composé diacétylé subit ensuite une nitration avec de l'acide nitrique pour produire un composé ortho-dinitro en raison des substituants acétyle ortho-directeurs :
(NHCOCH3)C6H4C6H4(NHCOCH3) + 2HNO3 ⟶ (O2N)(NHCOCH3)C6H3C6H3(NHCOCH3)(NO2) + 2H2O.
Les groupes acétyle sont ensuite éliminés par saponification :
(O2N)(NHCOCH3)C6H3C6H3(NHCOCH3)(NO2) + 2NaOH ⟶ (O2N)(NH2)C6H3C6H3(NH2)(NO2) + 2(NaOCOCH3).
Le composé dinitrobenzidine est ensuite réduit avec de l'acide chlorhydrique et du fer pour produire la 3,3′-diaminobenzidine :
3(O2N)(NH2)C6H3C6H3(NH2)(NO2) + 12HCl + 10Fe0 ⟶ 3(NH2)2C6H3C6H3(NH2)2 + 4Fe2O3 + 6FeCl2.
La réduction du composé dinitrobenzidine peut également se faire avec du chlorure d'étain(II) au lieu de poudre de fer ou avec du dithionite de sodium dans du méthanol.

## Applications
Pour son utilisation principale, le DAB est le précurseur du polybenzimidazole.
La diaminobenzidine est oxydée par le peroxyde d'hydrogène en présence d'hémoglobine pour donner une couleur brun foncé. Ce changement de couleur est utilisé pour détecter les empreintes digitales dans le sang. La solubilité du DAB dans l'eau permet une adaptabilité par rapport aux autres solutions de détection qui utilisent des solvants toxiques. Des échantillons de tissus mal préparés peuvent donner des faux positifs. En recherche, cette réaction est utilisée pour colorer les cellules qui ont été préparées avec l'enzyme peroxydase d'hydrogène, en suivant les protocoles courants d'immunocytochimie. Concernant la maladie d'Alzheimer, les plaques amyloïdes de protéine Aβ sont ciblées par un anticorps primaire, puis par un anticorps secondaire, qui est conjugué à une enzyme peroxydase. Cela liera le DAB en tant que substrat et l'oxydera, produisant une couleur brune facilement observable. Les plaques peuvent ensuite être quantifiées pour une évaluation plus approfondie. Une autre méthode utilise des complexes de biocytine injectée avec de l'avidine ou de la streptavidine, de la biotine, puis de la peroxydase.